# Шулунова, Клавдия Доржиевна
Кла́вдия Доржи́евна Шулуно́ва (1932―2014) ― советская бурятская певица, Народная артистка Бурятской АССР, Заслуженная артистка РСФСР (1978), ветеран Бурятского национального театра песни и танца «Байкал».

## Биография
Родилась 29 августа 1932 года в улусе Агинское, Агинский аймак, Бурят-Монгольская АССР в семье служащего.
В 1934 году её отец переехал на работу Джидинский район Бурятии, здесь прошли школьные годы Шулуновой. Танцевать, рисовать и петь любила с детства. 28 апреля 1948 года состоялся её дебют в качестве певицы на сцене Петропавловского Дома культуры, удивив зрителей низким грудным голосом в песне композитора В. Захарова «Два сокола» и песне Ж. Батуева «Басагадууд хүбүүдүүд».
В 1951 году поступила Кяхтинскую культпросветшколу, где она училась и выступала в концертах. В 1954 году её сильный голос привлёк внимание жюри республиканского смотра художественной самодеятельности, с заключительным концертом на сцене Бурятского театра оперы и балета. После этого пела в Колонном зале Дома Союзов в Москве, где в заключительном концерте первого Всесоюзного смотра художественной самодеятельности широко и раздольно прозвучала в её исполнении песня Г. Дадуева на стихи Ц. Зарбуева «Буряад оромнай».
В 1960 году Шулунова училась в Московских эстрадных мастерских, в классе Народной артистки РСФСР Ирмы Петровны Яунзем, у которой занимались Людмила Зыкина, Ольга Воронец и другие. В 1965 году окончила заочно Восточно-Сибирский государственный институт культуры.
Вернувшись из Москвы, она стала работать в ансамбле песни и танца «Байкал», прослужив в этом коллективе более 50 лет. Безвременно ушедший из жизни Народный артист РСФСР Е. М. Егоров писал о ней так:

«Вся творческая жизнь Клавдии Доржиевны Шулуновой прошла на моих глазах. Она буквально ворвалась на сцену. Благодаря своему большому трудолюбию довольно быстро достигла больших успехов в творчестве, с каждым годом росло её исполнительское мастерство. Её жизненное кредо — любить искусство в себе, а не себя в искусстве. Хороший человек это не профессия, но как прекрасно, когда совершенное владение профессией дано хорошему человеку, благородному и талантливому, а Клавдия Доржиевна именно такой человек».— 
За годы работы в ансамбле подготовила и спела около ста песен. Среди них десятки народных, а также песни советских композиторов. В репертуаре Клавдии Шулуновой были «Утушка луговая», «У зелёного дуба», «Ой цветёт рябина», «У колодца» и множество других замечательных песен. Композитор, Заслуженный деятель искусств РСФСР Базыр Цырендашиев так сказал о ней:

«Всё, за что она бралась, делала удивительно добротно. Очень любила исполнять русские народные песни, песни современных русских композиторов. Это был её основной исполнительский профиль. Не забывала она и бурятских композиторов, представляла всех наших композиторов. Особенно ей нравились танцевальные, ярко выраженные игровые, шуточные песни. Она боготворила Лидию Русланову, училась у неё, но очень важно, что она не копировала, всегда имела своё лицо. Искусство Шулуновой К.Д. интернационально, её хорошо принимала любая аудитория: киргизы, грузины, латыши, узбеки, монголы, англичане, чехи, якуты».— 
Вместе с ансамблем гастролировала по всему Советскому Союзу. В 1971 году в составе солистов ансамбля имени Годенко представляла песни русских, бурятских композиторов в таких странах как Пакистан, Индия, Болгария, Лаос, Вьетнам.
Уйдя со сцены на пенсию в 1981 году, в течение десяти лет работала в Детской школе искусств при Бурятском национальном лицее-интерната, из них восемь лет была директором и сделала школу  образцово-показательной. Возглавляла ветеранскую организацию театра «Байкал» и филармонии.
В 1959 году по итогам Второй декады бурятского искусства и литературы в Москве была награждена Орденом Трудового Красного Знамени. Награждена также медалями «За доблестный труд в Великой Отечественной войне 1941—1945 гг.», Ветерана труда, «В ознаменование 100-летия со дня рождения Владимира Ильича Ленина», «50 лет Победы в Великой Отечественной войне 1941—1945 гг.», медаль Жукова.
За большой вклад в развитии российского и бурятского песенного искусства Клавдия Доржиевна Шулунова удостоена почётных званий «Народная артистка Бурятской АССР» и «Заслуженная артистка РСФСР» (1978).
Умерла 24 декабря 2014 года в Улан-Удэ.